# 湯姆·戴利
湯瑪斯·羅伯特·“湯姆”·戴利，OBE（英語：Thomas Robert "Tom" Daley，1994年5月21日—），英國跳水運動員，出生於英格蘭普利茅斯，以十米跳台最為擅長。他是2020年奧運雙人10公尺跳台的金牌得主和2024年奧運雙人10公尺跳台的銀牌得主及世界錦標賽10米跳台項目的雙料世界冠軍，於2009年以15歲之齡奪冠，並在2017年再次奪冠。此外，他亦是2012年10公尺跳台丶2016年雙人10公尺跳台和2020年10公尺跳台比赛的奧運銅牌得主，成為英國第一位獲得五枚奧運獎牌的跳水運動員。戴利還參加團體比賽，並於2015年世界游泳錦標賽跳水比賽團體賽贏得了首屆混合團體世界冠軍。他是5次歐洲冠軍和4次英聯邦冠軍。
戴利7歲開始跳水，是普利茅斯跳水俱樂部的成員，他的才華在那裡很早就被發現，並從9歲開始就在國內和國際比賽中嶄露頭角。2008年，他以14歲之齡代表英國參加了2008年夏季奥林匹克运动会，成為當時英國最年輕的參賽者，亦是當時所有國家參加決賽的最年輕選手。
2024年8月，巴黎奧運結束後第二天，戴利宣布從職業跳水選手生涯退役。

## 生涯
1994年，戴利生於德文郡普利茅斯德里福德醫院，他是Debbie（原姓Selvester）和Robert Daley的長子。他有兩個弟弟——小3歲的William與小5歲的Ben。父親Robert於2011年5月27日因腦瘤去世。
戴利早期崇拜的對象是加拿大跳水運動員亞歷山大·德斯帕蒂以及英國跳水運動員里昂·泰勒，前者在13歲時就贏得1998年大英國協運動會金牌，而後者之後成為戴利的指導。
戴利被一個教練所挖掘，使他參加了定期的跳水課程，並於2002年9月被安排到一個有競爭力的隊伍之中。他參加的第一場比賽是2003年4月的全國新手錦標賽，他在八到九歲男子組贏得一面獎牌。2003年9月，他參加了在南安普頓舉辦的邀請賽，贏得了一米、三米及高台項目的冠軍，使他漸被廣大觀眾所注意。2004年、2005年及2006年的英國競標賽，他都贏得該年齡組的一米跳板、三米跳板和高台項目的冠軍。
2004年，年僅十歲的他就在國家青少年（18歲以下）組贏得跳台賽，這使他成為該項目最年轻的冠軍。2005年，他客串參加了澳大利亞國家青少年菁英賽，在14歲~15歲組中獲跳台冠軍和3米跳板亞軍。同年，在德國亞琛的國際青少年賽上，他也是作為14~15歲小組的成員奪得跳台亞軍和3米跳板季軍。
雖然他符合參加2006年大英國協運動會的年齡限制，但他未能代表英國參賽。2006年12月，他在2007年英國青年錦標賽中18歲以下組中奪得十米跳台亞軍。
2007年1月，澳大利亞青年奧林匹亞節打破最小15歲的年齡慣例，邀請年僅12歲的戴利參加。戴利拇指受傷，仍堅持比賽，並在男子雙人十米跳台決賽中和搭檔凱勒姆·約翰斯頓（Callum Johnstone）一舉奪得銀牌。之後在同一年，他在業餘游泳協會（ASA）國家錦標賽中贏得Senior platform title。這對英國跳水運動員來說是國家級的冠軍獎項，也是在這年，他開始參加國際游泳聯合會的國際Grand Prix巡迴賽和一些世界上的賽事，並在個人賽中两次以第四完赛。
2008年1月，戴利在英國錦標賽得10米跳台冠軍，於是便成為Senior British 10米 title年紀最小的選手。同時，他也和新搭檔布萊克·奧爾德里奇（Blake Aldridge）贏得男子雙人十米跳台的金牌。兩週後，他贏在國際泳聯Grand Prix的西班牙馬德里站贏得他的首個獎牌，包括個人跳台銅牌和雙人的銀牌。戴利和奧爾德里奇在2008年國際泳總跳水世界盃中獲得男子雙人跳水的銅牌。他們的成績成了英國的記錄。戴利也成為世界跳水史上年紀最小的獎章獲得者。戴利7次參加個人賽。2008年3月，他成為2008年在荷蘭埃因霍溫舉辦的歐洲游泳錦標賽上年齡最小的金牌得主。之前年齡最小的獲勝者史蘇格蘭游泳運動員伊恩·布萊克（Ian Black）；他曾在1958年榮獲金牌，当时他年仅17歲。戴利獲得可參加2008年夏季奧運會單人10米跳台和與2004年銀牌得主利昂·泰勒一起參加男子雙人十米跳台的資格。最早是由英國媒體宣稱，戴利將是有史以來參加奧運會的年齡最小的英國選手。但稍後人們意識到，參加1960年奧運會的肯·萊斯特（Ken Lester）當時僅有13歲零144天大。戴利被BBC授予Sports Personality of The Year Young Personality同時得到英國政府的天才運動員獎勵計劃的資助。人們普遍認為，對於2012年倫敦奧運的獎牌，他是勢在必得，並且，一直到2012年奧運會，英國廣播公司都會通過系列電視節目《奧運暢想》跟蹤記錄小戴利。
在羅馬舉辦的2009 FINA世界泳聯世界跳水錦標賽中，戴利以539.85分贏得單人10米跳台冠軍。雙人部份則和新搭檔马克斯·布里克得到了第9名。
2012年8月，在2012年夏季奥林匹克运动会的男子單人10米跳台爭奪戰中，代表英国队参赛的湯瑪斯·戴利在第一跳的表現未如理想，僅得到75.60分，期後他以觀眾的攝影機之閃光燈影響到他為由，並和教練向主裁判投訴，主裁判與技術台的人員溝通後，決定允許戴利重跳，並且著於技術紀錄分數的人員將之前的分數作廢，重新記錄。結果戴利於第二跳中，獲得了91.80的高分，贏得銅牌。
2016年8月19日，在2016年夏季奥林匹克运动会的男子單人10米跳台預賽中，戴利表現理想,以個人最佳的571.85分破賽會紀錄成績首名晉級次天的準決賽, 但在準決賽中, 戴利有3跳出現嚴重失誤, 最終在18名選手中排名墊底,無緣晉級決賽,而該571.85分的紀錄,亦被冠軍得主中國的陳艾森以13.45分之差破掉。
2021年跳水世界盃於日本東京舉行，戴利和搭檔馬提·李在雙人10公尺跳台比賽中獲得金牌。
2020年夏季奥林匹克运动会於日本東京舉行，戴利和搭檔馬提·李在雙人10公尺跳台比賽中獲得金牌。後於單人10公尺跳台比賽中獲得銅牌。
戴利在英國2022新年榮譽中頒授大英帝國官佐勳章（OBE），以表彰他「對跳水和LGBTQ+權利提供服務的貢獻」。
2024年夏季奥林匹克运动会於法國巴黎舉行，戴利和搭檔諾亞·威廉斯在雙人10公尺跳台比賽中獲得銀牌。並於巴黎奧運閉幕式第二天，戴利在接受英國版《Vogue》採訪時宣布正式退役。

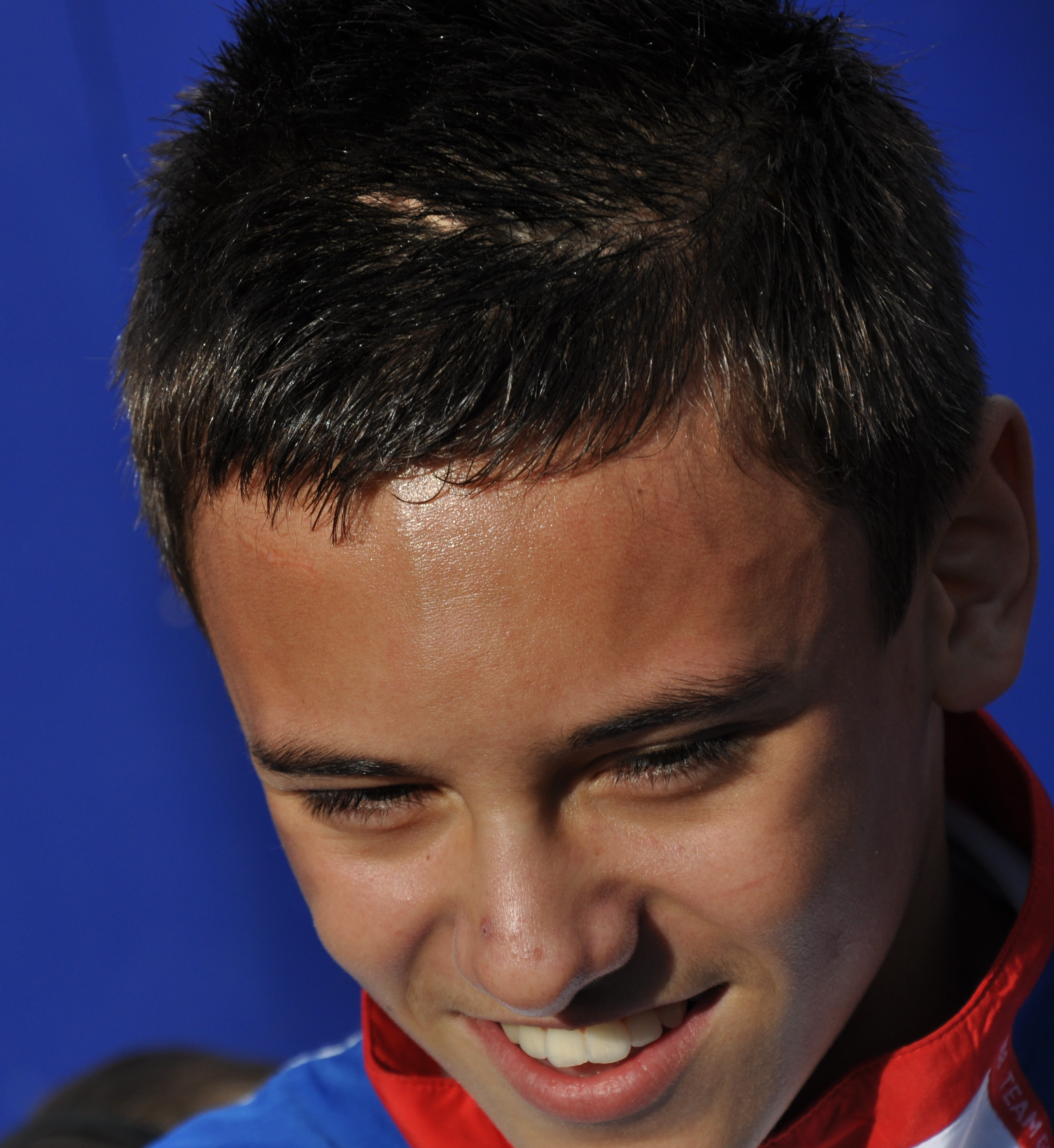
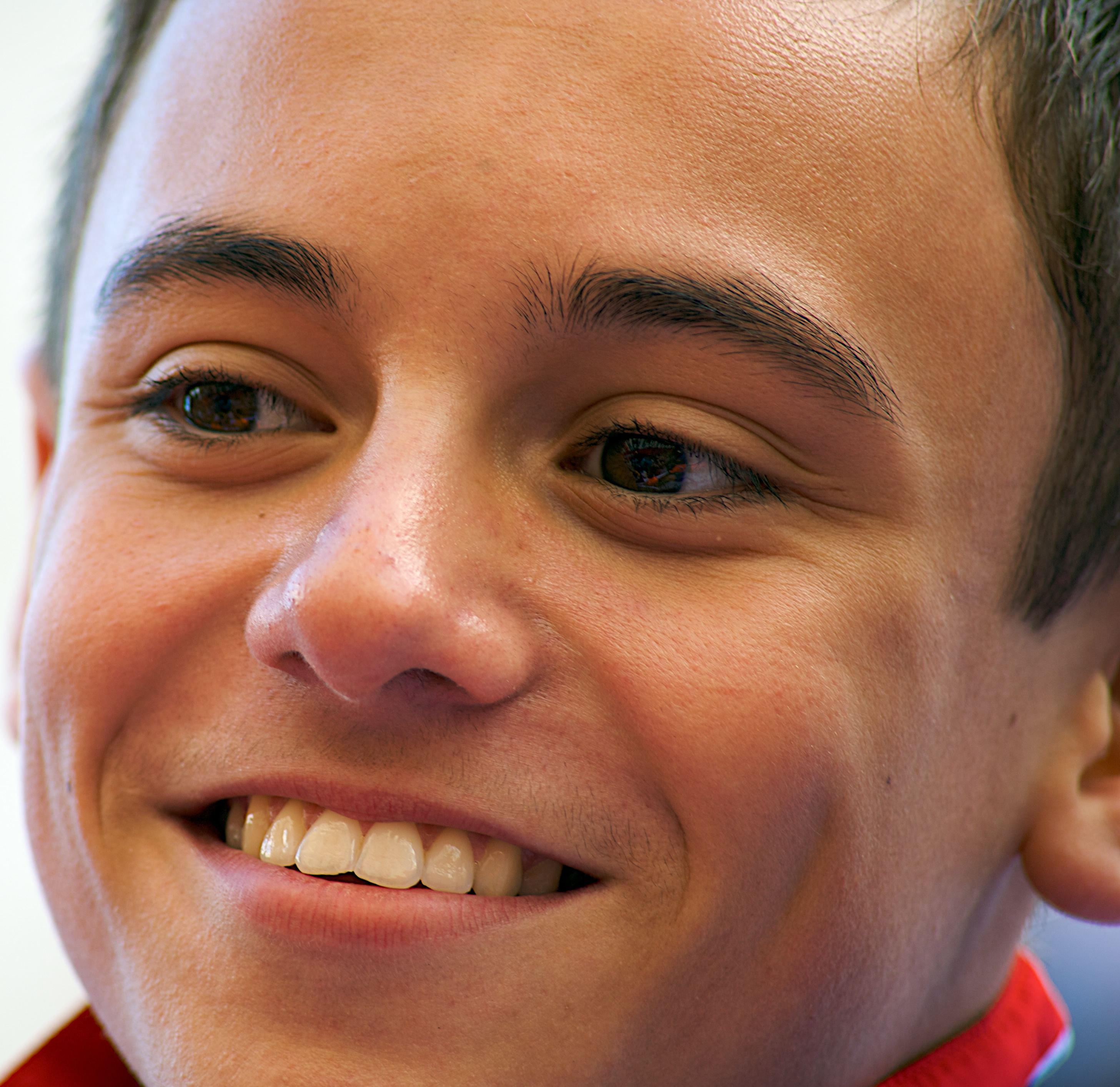
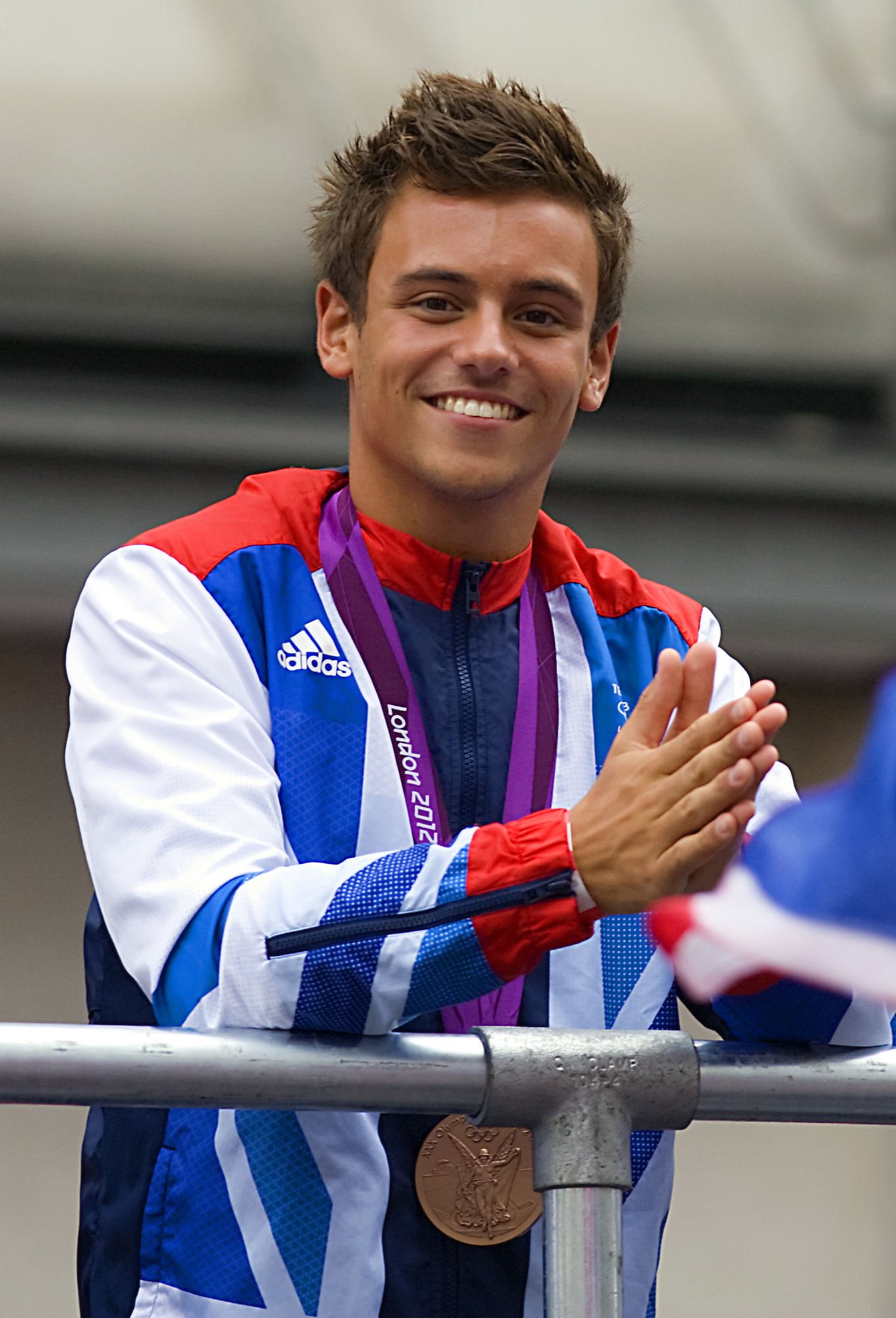
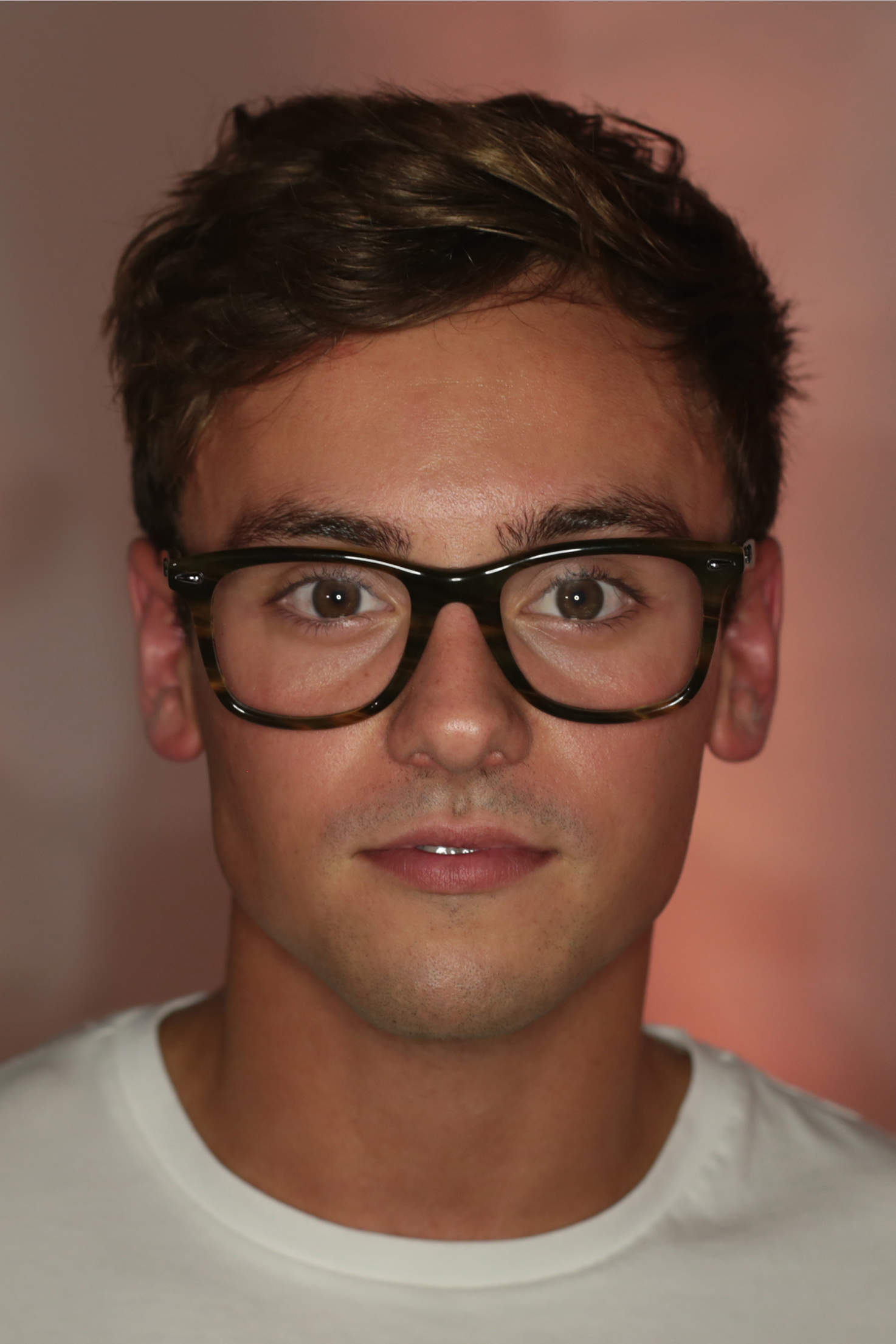

## 個人生活
戴利於2010年8月23日創建了一個YouTube頻道，他的頻道內容涵蓋多種主題，例如Vlog、運動和食物，2021年8月，該頻道的訂閱人數突破100萬。2013年12月2日，他發佈了一部YouTube影片，說他今年的年初開始與一名男子交往，他說：「我從未如此快樂。（I've never been happier.）」。戴利說公開談論他的私生活是一個艱難的決定，他說：「我以前從未體會到愛的感覺，它來得如此地快，我完全被愛淹沒了，以至於我總是無法將他從我腦海中抹去。」，他的伴侶是曾獲奧斯卡獎的美國籍電影編劇、導演兼製片人達斯汀·蘭斯·布雷克 。
在影片中，他從未使用「男同性戀」或「雙性戀」等字詞，他說：「我當然仍然會喜歡女生。（Of course I still fancy girls.）」。2015年7月，在衛報的採訪中，被問及有關性向的問題時，他說：「我不會將它貼上任何一種標籤，因為我現在與一位男性交往，但仍然會對女性產生性慾感覺。」，當被問及他對自己同性傾向的接受與和布萊克的關係（his coming to terms with his same-sex attraction and his relationship with Black.），他說：「我曾和女性交往，我會產生性慾感覺，但當我和蘭斯在一起時，這種感受變得更加強烈。（I'd been in relationships with girls where I'd had sexual feelings, but it became so much more intense when I met Lance.）」。2018年，在LGBT媒體PinkNews的採訪中，他說他認為自己是酷兒，並說：「我不是百分之百異性戀，也不是百分之百同性戀。（I am not 100 percent straight; I am not 100 percent gay.）」。2021年7月，在東京奧運奪得金牌後的記者會當中，他稱自己為男同性戀者（gay man）。
戴利和布萊克在一次的業界活動中相遇，戴利後來表示這是「真正的一見鍾情」。他於2015年10月1日宣佈訂婚的喜訊。2017年5月6日，戴利和布萊克在德文郡的博維城堡舉行婚禮。2018年2月14日，戴利在Instagram上宣佈他與丈夫將有一個透過代孕而得的孩子。2018年6月27日，他們的兒子羅伯特·「羅比」·雷·布雷克-戴利（Robert "Robbie" Ray Black-Daley）出生。
2023年4月5日，戴利和布萊克宣布他們的第二個兒子出生，出生於2023年3月28日。

## 榮譽
- 2005年，被BBC西南評為年度最佳青年[43]
- 2006年及2008年，入圍BBC年度青年體育人物（英语：BBC Young Sports Personality of the Year）。[44]。
- 在《時代雜誌》2008年100位值得關注的奧運選手中，排名第63名[45]。
- 2009年，被BBC西南評為年度體育人物[46]。
- 2009年，被評為《LEN Magazine》的年度運動員，該獎項是由歐洲水上運動聯合會及媒體的代表所票選[47]。
- 2007年、2009年及2010年，被評為BBC年度青年體育人物（英语：BBC Young Sports Personality of the Year）[48][49]。
- 2009年及2010年，入圍BBC年度體育人物[50]。
- 2010年，入圍勞倫斯年度世界體育突破獎[51][52]。
- 被列入《星期日泰晤士報》的「21世紀百大創客（100 Makers of the 21st Century）」名單[53][54]。
- 2017年9月27日，獲得普利茅斯聖馬可和聖約翰大學的榮譽學位[55][56][57]。

### 勳章
- 大英帝國官佐勳章：2022年

## 外部連結
- Tom Daley在互联网电影资料库（IMDb）上的資料（英文）
- 湯姆·戴利的Facebook專頁
- 湯姆·戴利的Instagram帳戶
- 湯姆·戴利的X（前Twitter）
- YouTube上的湯姆·戴利頻道
- 戴利在普利斯茅的個人資料
- 戴利在英國游泳协会的資料
- "2007年，跳水運動員戴利贏得BBC Young Sports Personality" （页面存档备份，存于） - 英國奧林匹克委員會
- "托馬斯·戴利" （页面存档备份，存于）, 時代週刊最值得關注的運動員第63個"